# أندريه بوركهارد
أندريه بوركهارد (6 نوفمبر 1950 في فرنسا - ) (بالفرنسية: André Burkhard)‏ هو لاعب كرة قدم فرنسي في مركز الدفاع. لعب مع نادي باستيا ونادي ستراسبورغ ونادي غرونوبل ولو بوي فوت 43 أوفيرني ‏.

## وصلات خارجية
- أندريه بوركهارد على موقع قاعدة بيانات كرة القدم.إي يو (الإنجليزية)
- أندريه بوركهارد على موقع عالم كرة القدم.نت (الإنجليزية)